# Gothelo al II-lea de Lotharingia Inferioară
Gothelo al II-lea (sau Gozelo) (numit și ignavus, cel Laș, cel Trândav, cel Leneș; n. 1008 – d. 1046) a fost duce de Lotharingia după moartea tatălui său din 1044 până la propria sa moarte.
Tatăl său a fost Gothelo I, duce atât al Lorenei Inferioare, cât și al Lorenei Superioare. Când acesta a murit în 1044, fiul mai mare, Godefroi al III-lea, care fusese raliat la conducerea Lorenei Inferioare de câțiva ani, nu a primit dreptul asupra acesteia din partea împăratului Henric al III-lea. Henric îl amenința pe Godefroi că îi va acorda stăpânirea asupra acesteia celui de al doilea fiu al lui Gothelo, care nu se remarcase pentru curaj șli competență, ba chiar se presupune că era retardat mintal. Godefroi s-a răsculat și a căzut prizonier. În continuare, Henric l-a numit pe Frederic de Luxemburg ca succesor în Lotharingia Inferioară.
Data asupra morții lui Gothelo al II-lea rămâne subiect de dezbatere. Omonimia cu tatăl său și imprecizia documentelor creează probleme asupra poziției sale la conducerea Lotharingiei.